# NGC 3570
NGC 3570 (również PGC 34071 lub UGC 6240) – galaktyka soczewkowata (S0), znajdująca się w gwiazdozbiorze Lwa. Odkrył ją Édouard Jean-Marie Stephan 15 marca 1877 roku.
W galaktyce tej zaobserwowano supernową SN 1973D.